# EWB Cars
EWB Cars war ein niederländischer Hersteller von Automobilen.

## Unternehmensgeschichte
Der Rennfahrer Enno Bertus Wijkstra gründete 1982 das Unternehmen in Winkel und begann mit der Herstellung von Automobilen. 1989 endete die Produktion. Der Markenname lautete EWB.

## Fahrzeuge
Das Unternehmen stellte Nachbauten des AC Cobra her. Die Lizenz hierfür stammt von der Perry Automotive Design Ltd. Im Angebot waren die Modelle Cobra 300 mit einem Sechszylindermotor von Ford mit 3000 cm³ Hubraum und Cobra 350 mit einem V8-Motor von Rover mit 3500 cm³ Hubraum.